# جولا مشتر
جولا مشتر (مجاری: Gyula Mester) بازیکن سابق والیبال مجاری-صربی است که مدال طلا بازی‌های المپیک تابستانی ۲۰۰۰ را با تیم ملی یوگسلاوی به دست آورده است.